# Gennes-Ivergny
Gennes-Ivergny ist eine französische Gemeinde mit 123 Einwohnern (Stand 1. Januar 2022) im  Département Pas-de-Calais in der Region Hauts-de-France. Sie gehört zum Arrondissement Arras, zum Kanton Auxi-le-Château und zum Gemeindeverband Ternois.

## Lage
Die Gemeinde Gennes-Ivergny liegt am Fluss Authie, der hier die Grenze zum Département Somme markiert, 23 Kilometer nordöstlich der Hafenstadt Abbeville. Nachbargemeinden von Gennes-Ivergny sind Fontaine-l’Étalon im Norden, Quœux-Haut-Maînil im Nordosten, Vaulx im Osten, Le Ponchel im Südosten, Vitz-sur-Authie im Süden, Boufflers im Südwesten, Tollent im Westen sowie Caumont im Nordwesten.

## Bevölkerungsentwicklung
| Jahr                       | 1962 | 1968 | 1975 | 1982 | 1990 | 1999 | 2006 | 2012 | 2022 |
| -------------------------- | ---- | ---- | ---- | ---- | ---- | ---- | ---- | ---- | ---- |
| Einwohner                  | 1592 | 1739 | 2452 | 2871 | 2772 | 2675 | 2832 | 2799 | 2769 |
| Quellen: Cassini und INSEE |      |      |      |      |      |      |      |      |      |

## Sehenswürdigkeiten

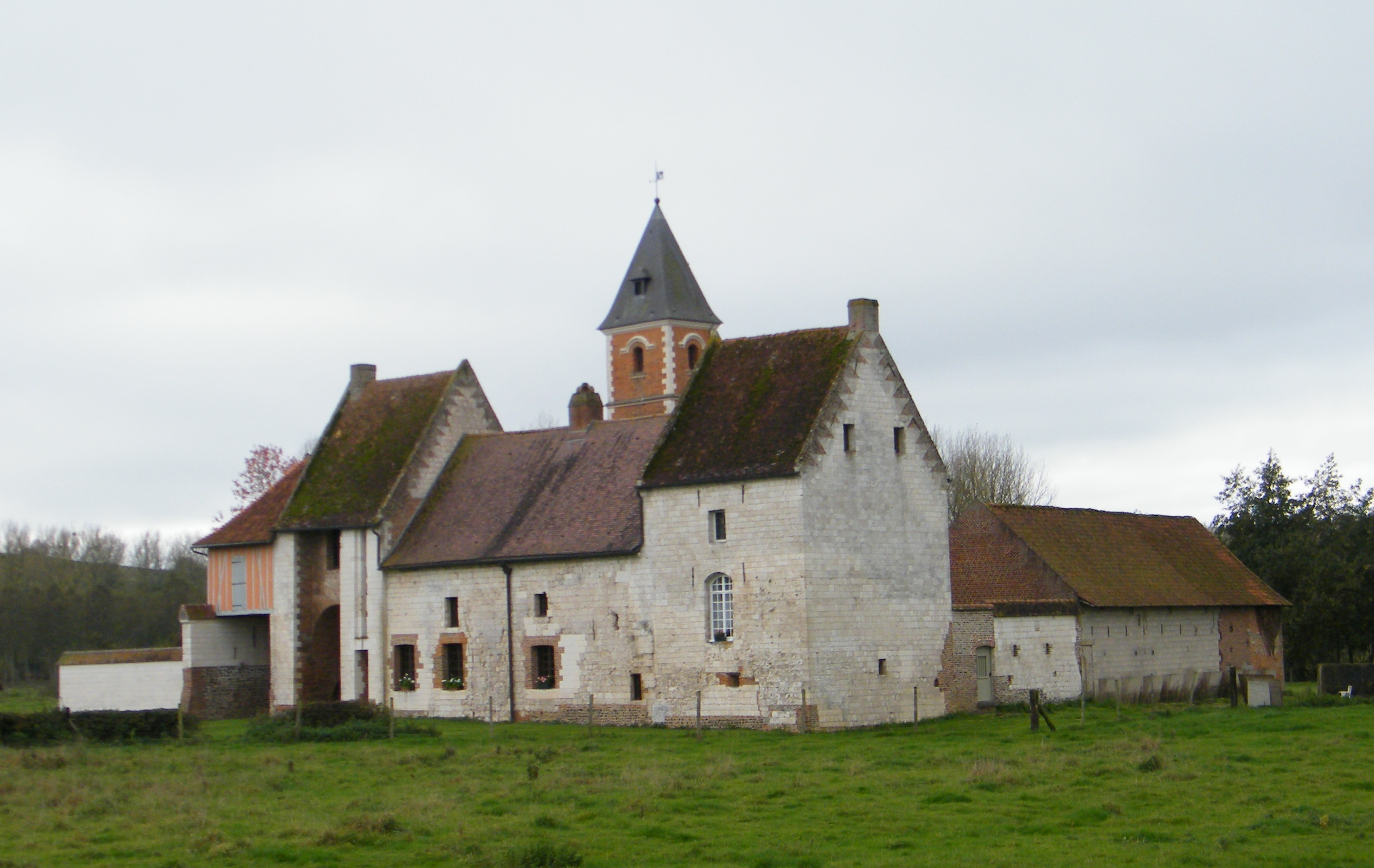
Kirche Saint-Louis
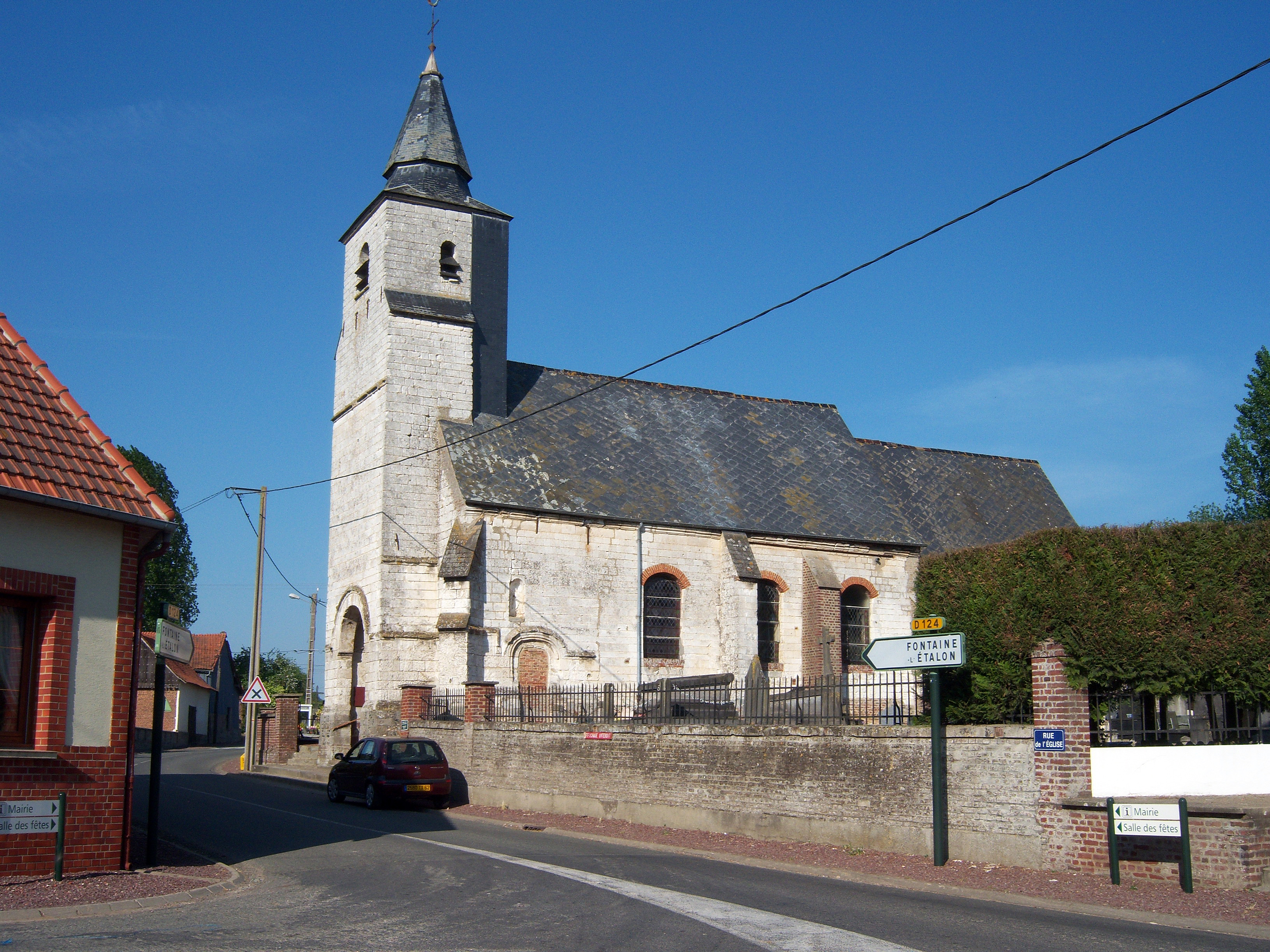
Schloss

- Schloss
- Kirche Saint-Louis